# منشور آتلانتیک

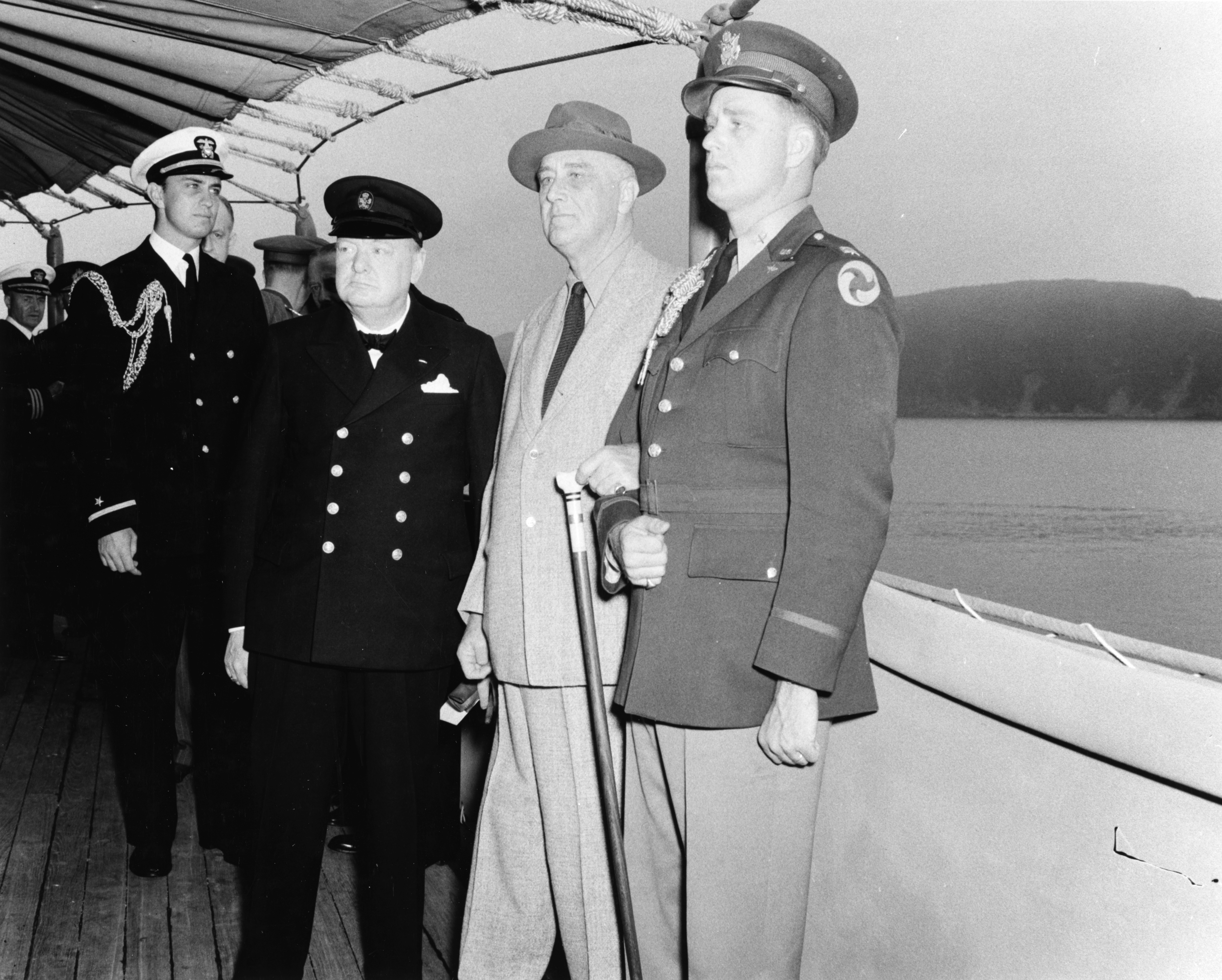
چرچیل و روزولت بر عرشه آگوستا

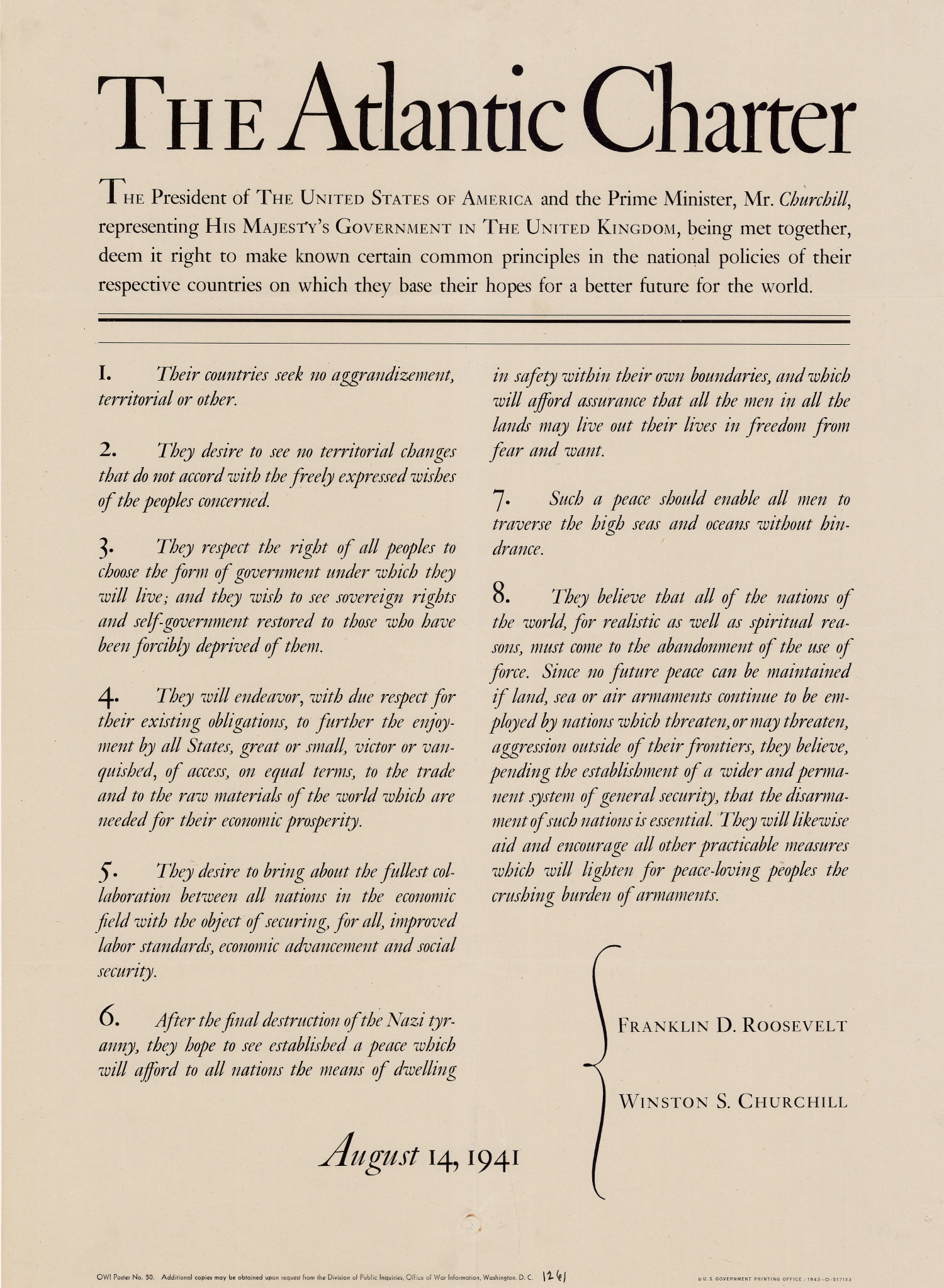
متن منشور آتلانتیک، پوستر آمریکایی چاپ ۱۹۴۳

منشور آتلانتیک نام بیانیه مشترکی است که وینستون چرچیل و فرانکلین روزولت در اوت ۱۹۴۱ منتشر کردند.
نام این منشور اشاره به اقیانوس اطلس (آتلانتیک) دارد. مذاکرات سری مربوط به این بیانیه در کشتی نیروی دریایی آمریکا بنام آگوستا در سواحل نیوفاندلند کانادا انجام گرفت. پس از انتشار، منشور آتلانتیک در کنفرانس متفقین و با شرکت بلژیک، چکسلواکی، یونان، لوکزامبورگ، هلند، شوروی، یوگسلاوی و نماینده ژنرال دوگل که دولت فرانسه آزاد را نمایندگی می‌کرد، به تصویب رسید. این منشور سپس در اوایل ژانویه ۱۹۴۲ با اعلامیه ملل متحد تکمیل شد.
منشور آتلانتیک بر اصولی تأکید می‌کرد که نشان دهنده تداوم اصول چهارده ماده‌ای ویلسون در جنگ جهانی اول بود و بر حق تعیین سرنوشت ملت‌ها تأکید می‌کرد.

## مفاد منشور
1. ایشان [امضا کنندگان] در پی تصرف سرزمینهای جدید و گسترش مرزهایشان نخواهند بود.
2. ایشان خواهان این هستند که تغییرات مرزی کشورها مطابق خواسته‌های آزادانه ابراز شده مردمشان باشد.
3. ایشان به خواست مردم کشورهای مختلف برای تعیین نحوه حکومتشان احترام می‌گذارند و خواستار این هستند که حاکمیت و استقلال مردمانی که به زور از آن محروم شده‌اند به ایشان بازگردانده شود.
4. آنها، ضمن متعهد ماندن به تعهدات موجودشان، برای دسترسی مساوی تمام کشورها - از کوچک و بزرگ و پیروز و شکست خورده- به تجارت و مواد خام مورد نیاز برای پیشرفت اقتصادی، تلاش خواهند کرد.
5. ایشان بالاترین سطح ممکن همکاری بین کشورها در زمینه‌های اقتصادی، برای تضمین بهبود شرایط کاری، پیشرفت اقتصادی و امنیت اجتماعی برای همگان را خواهانند.
6. پس از نابودی نهایی ظلم و ستم نازیها، ایشان خواهان ایجاد صلحی هستند که برای تمام ملل جهان، امکان اقامت در سرزمینهایشان را بدهد و اجازه دهد که تمام مردمان آزادانه و بدون ترس و نیاز زندگی کنند.
7. در زمان صلح، تمام مردمان خواهند توانست بدون مانع در دریاها و اقیانوسها تردد کنند.
8. ایشان معتقدند که تمام ملل جهان، بنا به دلایل منطقی و معنوی، باید به استفاده از نیروی نظامی پایان دهند، زیرا صلح پایدار زمانیکه که کشورهای متهاجم [آلمان و ژاپن]، تسلیحات زمینی، هوایی یا دریایی را برای تهدید در خارج از مرزهایشان بکار می‌برند ممکن نیست. ایشان [امضا کنندگان] معتقدند تا ایجاد یک سیستم سرتاسری و همیشگی امنیت، خلع سلاح این کشورها [آلمان و ژاپن] ضروریست. ایشان همچنین از دیگر تلاشهای قابل اجرا که بار سهمگین تسلیحات را بر مردمان صلح‌دوست کاهش می‌دهد، حمایت می‌کنند.